# Hypsipetes madagascariensis
El bulbul malgache (Hypsipetes madagascariensis) es una especie de ave passeriforme de la familia Pycnonotidae propia de la isla de Madagascar y otras islas aledañas al noroeste, en el océano Índico.

## Subespecies
Existen tres subespecies reconocidas:
- H. m. madagascariensis - (Statius Müller, 1776): habita en Madagascar y las islas Comoras
- H. m. grotei - (Friedmann, 1929): habita en las islas Gloriosas
- H. m. rostratus - (Ridgway, 1893): habita en el atolón Aldabra

## Galería

Hypsipetes madagascariensis en el bosque Anjajavy
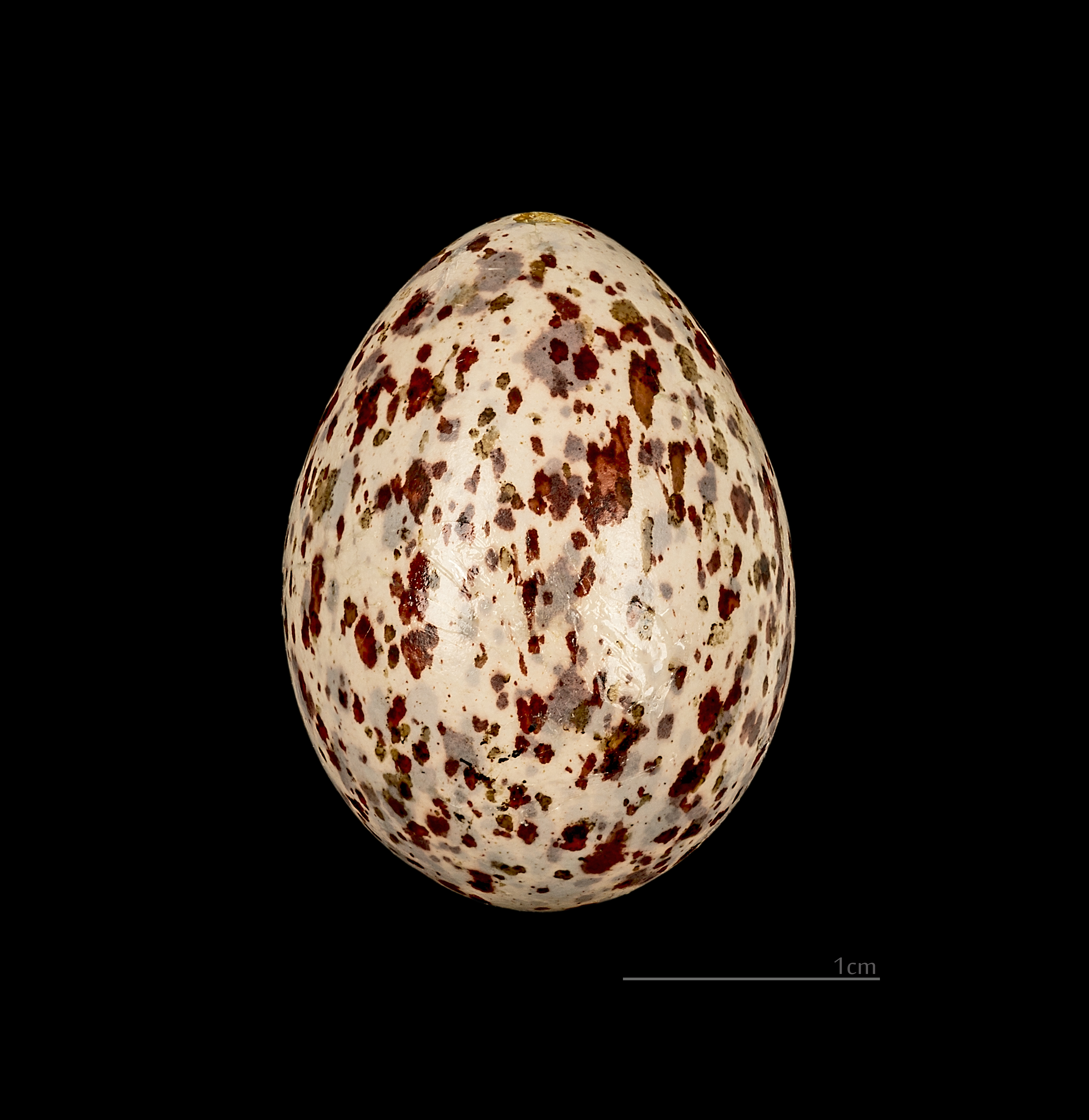
Huevo de Hypsipetes madagascariensis  MHNT